# Linda och Valentin
Linda och Valentin (originaltitel: Valérian, agent spatio-temporel, från 2007 Valérian et Laureline) är en fransk tecknad albumserie i science fiction-genren skapad 1967 av tecknaren Jean-Claude Mézières och manusförfattaren Pierre Christin, samt mestadels färglagd av Évelyne Tranlé.

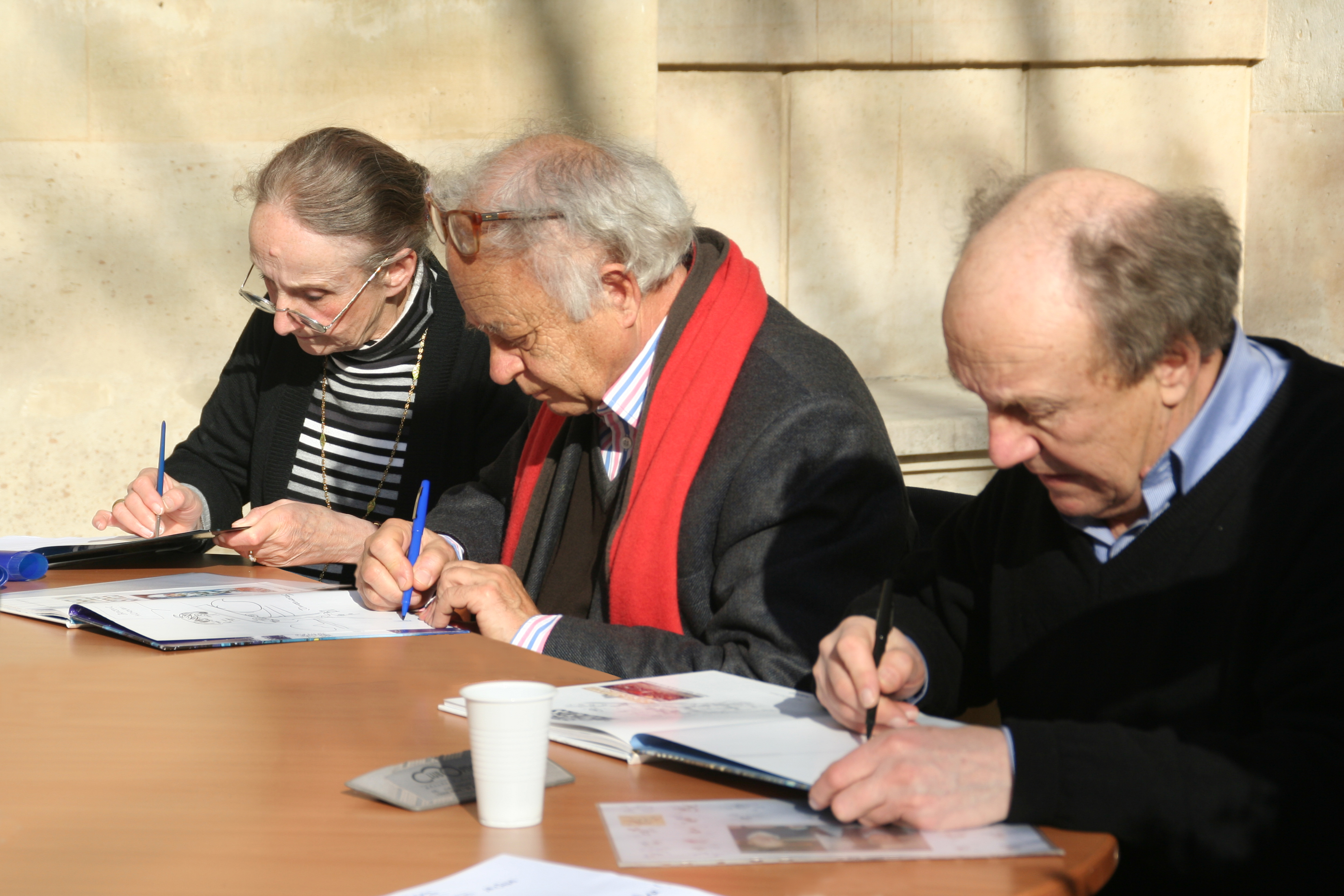
Kreatörerna bakom "Linda och Valentin": Évelyne Tranlé (färgläggning), Pierre Christin (text), Jean-Claude Mézières (bild). Foto från 2009.

I Frankrike har det utkommit 23 album av serien från förlaget Dargaud och ramberättelsen är avslutad . Alla utom de sex sista albumen har givits ut på svenska i album av Carlsen Comics och Alvglans förlag, samt i tidningarna Tung Metall och Fantomen. Utgivningsordningen i Sverige skiljer sig dock något från den franska. 
Sedan 2014 ges serien ut på svenska av förlaget Cobolt i komplett kronologisk ordning i inbundna samlingsvolymer, efter att dess samarbetspartner Forlaget Cobolt i Danmark tidigare hade gett ut samma utgåva på danska efter fransk förlaga .
2017 hade Luc Bessons långfilm Valerian and the City of a Thousand Planets premiär. Det är en franskproducerad science fiction-film med tal på engelska och baserad på albumhistorien "Ambassadören som försvann".

## Bakgrund och miljö
Serien utspelas ursprungligen under 2700-talet. Mänskligheten har upptäckt metoder för resor i rumtiden, det vill säga ögonblickliga resor i både tid och rum. Jordens huvudstad, "Galaxity", är huvudvärld i det jordiska galaktiska imperiet. Vid knutpunkten för rymdens mest trafikerade leder finns "Point Central" som är en interkulturell rymdstation där universums olika raser möts i ett slags rymdålderns FN.
Linda och Valentin tjänstgör som agenter vid Rumtidstjänsten (original "Service Spatio-Temporel", SST) som skyddar Galaxity och imperiets planeter mot otillåtna tidsresor (tidsparadoxer måste förhindras). Efter albumet Hypsis blixtar ändras dock tillvaron för de två agenterna och de blir frilansande problemlösare. Under sina resor i framtid och nutid erbjuder de sina tjänster mot betalning, men rumtiden slits av en paradox mellan två alternativa verkligheter och deras liv blir allt mer komplicerat. I albumet Tidsöppnaren knyts dock alla lösa trådar ihop och ramberättelsen får ett slut.
I de första historierna, De onda drömmarna och Det stigande vattnets stad, reser Valentin genom tiden i en tvåsitsig farkost, XB27, till olika fasta relästationer som Galaxity har gömt på olika platser genom tiden. I de följande albumen använder Linda och Valentin det tefatsliknande rymdskeppet XB982. Rymdskeppet är kapabelt att resa varsomhelst med hjälp av rumtidshopp: en sorts drift som möjliggör omedelbara hopp genom både tid och rum (med vissa begränsningar – ibland krävs flera hopp).
De tidiga albumen utgörs av ganska rättframma "kampen mellan gott och ont" historier. Allteftersom serien framskrider handlar historierna alltmer om situationer som uppstår från missförstånd eller ideologiska motsättningar. Problemen löses genom resonemang och tålamod. Kärnan är en optimistisk liberal humanism: äventyren handlar inte om att besegra fiender, utan istället om utforskning, att övervinna svårigheter samt att omfamna och uppskatta mångfald.
Ett annat tema som utvecklas är ett Galaxity som representant för västerländsk demokrati. I motsats till sin egen självuppfattning som god och välvillig, visar sig Galaxity besitta imperialistiska drag och fallenhet för realpolitik.

## Viktigaste figurerna

### Valentin
Valentin (på franska Valérian) är seriens manliga huvudfigur och från början var det tänkt att han skulle vara ensam huvudfigur i serien. I det första äventyret, De onda drömmarna, reser Valentin som ensam agent till jordens medeltid där han möter Linda.
Valentin är den lugnare personen av de två med grundsynen att Galaxitys agerande och beslut är det rätta. Han vill utföra sitt arbete korrekt och i enlighet med instruktioner. Han är kunnig, djärv och menar väl, men kan vara lite korttänkt.

### Linda
Linda (på franska det skapade namnet Laureline) är ursprungligen en enkel flicka från fransk medeltid. Hon räddar Valentin från en förtrollad skog i De onda drömmarna och när hon sedan av en händelse upptäcker att Valentin är från framtiden, ser han sig tvingad att ta henne med till Galaxity. Där tränas även hon till rumtidsagent, och blir hans kollega och seriens kvinnliga huvudfigur.
Linda är skeptisk till auktoriteter i allmänhet, och betydligt mer impulsiv än Valentin. Hon utnyttjar sin sexuella dragningskraft tillsammans med en vinnande kombination av impulsiv humanism och cynisk slughet för att överkomma svårigheter och utmaningar, vilket hon gör med avsevärt mindre ansträngning än Valentin.
Det franska originalnamnet Laureline är helt skapat av författarna till serien. Sedan 1970 har figurens popularitet lett till att över 2 000 flickor i Frankrike fått namnet Laureline[källa behövs].

### Andra figurer
Serien innehåller flera återkommande figurer, bland dem:
- Chefen för rumtidstjänsten, som sänder iväg Linda och Valentin på deras uppdrag.
- Monsieur Albert - Galaxitys kontaktperson på 1900-talet.
- Shingouzer - extremt kapitalistiska utomjordingar som ofta handlar med information.

## Influenser
När Linda och Valentin skapades i slutet av 1960-talet var seriens artistiska innehåll banbrytande. I övriga SF-sammanhang dominerade fortfarande 1950-talets föreställning om rymdutforskningen med strömlinjeformade raketskepp. Stanley Kubricks 2001 – Ett rymdäventyr med rymdskeppet Discovery inspirerade Jean-Claude Mézières till att tänka i nya banor.
Filmen Stjärnornas krig från 1977 innehåller flera likheter med Linda och Valentin, t.ex. baren i Mos Eisley på planeten Tatooine vilken påminner mycket om Suffussernas ställe som Linda besöker i Ambassadören som försvann. Jean-Claude Mézières har påpekat fler exempel på likheter med "Star Wars"-filmerna  och ämnet behandlas i förordet till samlingsalbumet Linda och Valentin: Samlade äventyr 1 . 
Linda och Valentin, och dess skapare Jean-Claude Mézières har influerat andra produktioner inom genren, främst Luc Bessons film Det femte elementet, som påverkats starkt av Maktens cirklar med dess stadsmiljöer, flygande taxi och hisnande "bil"-jaktscener. Jean-Claude Mézières medverkade aktivt under arbetet med filmen vilket beskrivs i förordet till samlingsalbumet Linda och Valentin: Samlade äventyr 5 . 
TV-serien Babylon 5 bär tydliga likheter med den interkulturella rymdstationen "Point Central", som introducerades i Ambassadören som försvann, med dess "Skuggor" som styr i hemlighet och de diplomatiska ansträngningar som pågår på stationen.
I den danska filmen Mifune är en av huvudpersonerna fanatiskt intresserad av serien.

### Album
Alla franska album har givits ut av Dargaud. De tretton första albumen originalpublicerades som följetonger i den franska serietidningen Pilote mellan 1967 och 1985. 
Seriewikin har utförliga uppgifter om originalpublicering och svenska utgåvor .
| Nr | Originaltitel                         | Utgivningsår | Svensk publicering |
| -- | ------------------------------------- | ------------ | --- |
| 0  | "Les Mauvais rêves"                   | 2000         | "De onda drömmarna", Tung Metall nr. 11–12/1986 & 1/1987 Linda och Valentin: Samlade äventyr 1, Cobolt 2014                    |
| 1  | "La Cité des eaux mouvantes"          | 1970, 1976   | 7. "Det stigande vattnets stad", Carlsen Comics 1978 Fantomen nr. 7–8/2003 Linda och Valentin: Samlade äventyr 1, Cobolt 2014  |
| 2  | "L'Empire des Mille Planètes"         | 1971         | 5. "De tusen planeternas rike", Carlsen Comics 1977 Fantomen nr. 18–19/2003 Linda och Valentin: Samlade äventyr 1, Cobolt 2014 |
| 3  | "Le pays sans étoile"                 | 1972         | 1. "Stjärnlös värld", Carlsen/if 1975 Fantomen nr. 1–2/2004 Linda och Valentin: Samlade äventyr 2, Cobolt 2014                 |
| 4  | "Bienvenue sur Alflolol"              | 1972         | 2. "Kampen om Teknorog", Carlsen/if 1975 Fantomen nr. 7–8/2004 Linda och Valentin: Samlade äventyr 2, Cobolt 2014              |
| 5  | "Les Oiseaux du Maître"               | 1973         | 3. "Härskarens fåglar", Carlsen/if 1976 Fantomen nr. 25–26/2002 Linda och Valentin: Samlade äventyr 2, Cobolt 2014             |
| 6  | "L'Ambassadeur des Ombres"            | 1975         | 4. "Ambassadören som försvann", Carlsen/if 1976 Fantomen nr. 5–6/2002 Linda och Valentin: Samlade äventyr 3, Cobolt 2014       |
| 7  | "Sur les Terres truquées"             | 1977         | 6. "Den falska världen", Carlsen Comics 1977 Linda och Valentin: Samlade äventyr 3, Cobolt 2015                                |
| 8  | "Les Héros de l'équinoxe"             | 1978         | 8. "Vårdagjämningens hjältar", Carlsen Comics 1979 Fantomen nr 11–12/2002 Linda och Valentin: Samlade äventyr 3, Cobolt 2015   |
| 9  | "Métro Châtelet, direction Cassiopée" | 1980         | 9. "Tåg till Cassiopeja, tag plats" (del 1), Carlsen Comics 1981 Linda och Valentin: Samlade äventyr 3, Cobolt 2015            |
| 10 | "Brooklyn Station, terminus cosmos"   | 1981         | 10. "Tåg från Brooklyn, slutstation Kosmos" (del 2), Carlsen Comics 1981 Linda och Valentin: Samlade äventyr 4, Cobolt 2015    |
| 11 | "Les Spectres d'Inverloch"            | 1984         | 11. "Spöket på Inverloch" (del 1), Carlsen Comics 1984 Linda och Valentin: Samlade äventyr 4", Cobolt 2015                     |
| 12 | "Les Foudres d'Hypsis"                | 1985         | 12. "Hypsis blixtar" (del 2), Carlsen Comics 1986 Linda och Valentin: Samlade äventyr 4", Cobolt 2015                          |
| 13 | "Sur les frontières"                  | 1988         | 13. "Bortom okända gränser", Alvglans 1989 Linda och Valentin: Samlade äventyr 5, Cobolt 2016                                  |
| 14 | "Les Armes vivantes"                  | 1990         | 14. "De levande vapnen", Alvglans 1991 Linda och Valentin: Samlade äventyr 5, Cobolt 2016                                      |
| 15 | "Les Cercles du pouvoir"              | 1994         | 15. "Maktens cirklar", Alvglans 1994 Linda och Valentin: Samlade äventyr 5, Cobolt 2016                                        |
| 16 | "Otages de l'Ultralum"                | 1996         | 16. "Hotet mot Ultralum", Alvglans 1996 Linda och Valentin: Samlade äventyr 6, Cobolt 2016                                     |
| 17 | "L'Orphelin des astres"               | 1998         | "Hittebarnet från stjärnorna" Linda och Valentin: Samlade äventyr 6, Cobolt 2016                                               |
| 18 | "Par des temps incertains"            | 2001         | "Genom osäkra tider" Linda och Valentin: Samlade äventyr 6, Cobolt 2016                                                        |
| 19 | "Au bord du Grand Rien"               | 2004         | "Vid randen av Det stora intet" Linda och Valentin: Samlade äventyr 7, Cobolt 2017                                             |
| 20 | "L'Ordre des Pierres"                 | 2007         | "Stenarnas orden" Linda och Valentin: Samlade äventyr 7, Cobolt 2017                                                           |
| 21 | "L'OuvreTemps"                        | 2010         | "Tidsöppnaren" Linda och Valentin: Samlade äventyr 7, Cobolt 2017                                                              |
| 22 | "Souvenirs de futurs"                 | 2013         | Minnen från framtiden, Cobolt 2017                                                                                             |
| 23 | "L’Avenir est avancé"                 | 2019         | Åter till framtiden, Cobolt 2019                                                                                               |

Den första berättelsen om 30 sidor publicerades som följetong 1967−1968 men fick inte förrän 2000 ett eget album med nummer 0 för att hamna rätt i kronologin.
Den andra berättelsen publicerades som de två följetongerna "La Cité des eaux mouvantes" och "Terres en flammes" om 28 sidor vardera. Inför den franska albumpubliceringen 1970 förkortades berättelsen till totalt 47 sidor och ändringarna gjordes av Mézières själv. I en andra fransk albumutgåva från 1976 minskades förkortningen så att albumet omfattade 52 sidor och det är den versionen som användes för det svenska albumet från 1978. "Linda och Valentin: Samlade äventyr 1" och dess franska förlaga återger de 56 originalsidorna.
Den första utgivningen i Sverige gjordes av Carlsen/if i samarbete med dess danska moderbolag som 1975 hade tagit över serien från det danska förlaget Lademann. Eftersom Lademann redan hade gett ut de första albumen "Det stigande vattnets stad" och "De tusen planeternas rike" blev "Stjärnlös värld" det första albumet från danska och svenska Carlsen. De två första albumäventyren gavs senare ut av Carlsen och fr.o.m. nr. 8 "Vårdagjämningens hjältar" överensstämmer den dansk-svenska albumnumreringen med den franska.

### Samlingsutgåvor
Linda och Valentin: Samlade äventyr är en nyutgåva på svenska av albumäventyren. Utgivningen sker i samlingsalbum med hårda pärmar och med förord av science fiction-experten Stan Barets (efter den franska förlagan Valérian et Laureline: L'Intégrale från Dargaud). Berättelserna har fått ny översättning och textning av Björn Wahlberg och ges ut av Cobolt förlag med början 2014. I och med den sjätte volymen har utgivningen gått förbi den svenska ursprungliga albumutgivningen.
- Linda och Valentin: Samlade äventyr 1 2014
Innehåller: De onda drömmarna, Det stigande vattnets stad och De tusen planeternas rike.
ISBN 9789187861000
- Linda och Valentin: Samlade äventyr 2 2014
Innehåller: Stjärnlös värld, Kampen om Teknorog och Härskarens fåglar.
ISBN 9789187861024
- Linda och Valentin: Samlade äventyr 3 mars 2015
Innehåller: Ambassadören som försvann, Den falska världen och Vårdagjämningens hjältar.
ISBN 9789187861062
- Linda och Valentin: Samlade äventyr 4 september 2015
Innehåller: Tåg till Cassiopeja, ta plats, Tåg från Brooklyn, slutstation kosmos, Spöket på Inverloch och Hypsis blixtar
ISBN 9789187861161
- Linda och Valentin: Samlade äventyr 5 mars 2016
Innehåller: Bortom okända gränser, De levande vapnen och Maktens cirklar
ISBN 9789187861246
- Linda och Valentin: Samlade äventyr 6 september 2016
Innehåller: Hotet mot Ultralum, Hittebarnet från stjärnorna och Genom osäkra tider
ISBN 9789187861352
- Linda och Valentin: Samlade äventyr 7 mars 2017
Innehåller: Vid randen av Det stora intet, Stenarnas orden och Tidsöppnaren
ISBN 9789187861444

Utgivningen av "Linda och Valentin" från Cobolt förlag innefattar även serienovellsamlingen "Rymdstigar", det galaktiska lexikonet "Himlavalvets inbyggare" och det tillbakablickande albumet "Minnen från framtiden".

### Andra publikationer
- Rymdstigar (original Par les chemins de l’espace) – Sju serienoveller som först publicerades i Super Pocket Pilote 1969 och 1970. Fransk samlad utgåva 1979 med 5 berättelser och komplett 1997. Svensk samlad utgåva 2015 från Cobolt, ISBN 9789187861116.
- Lininil a disparu – Roman av Pierre Christin, utgiven 2009.
- Mézières et Christin avec ... – Samling av kortare science fiction-serier tecknade av Jean-Claude Mézières, bl.a. "De onda drömmarna", utgiven 1983.
- Himlavalvets inbyggare (original Les Habitants du ciel) – "Galaktiskt lexikon" om de olika varelser och folkslag som dykt upp i serien. Första franska utgåvan kom 1991, en andra utökad utgåva 2000 och en tredje 2016. Svensk utgåva 2016 från Cobolt.
- L'Armure du Jakolass –(Jakolassens rustning på svenska av Cobolt förlag) Lätt parodisk nytolkning av serien av Manu Larcenet, utgiven 2011.
- Shingouzlooz - Lätt parodisk nytolkning av serien av Lupano och Laffray, utgiven i Sverige 2020.

## I andra medier
- Time Jam, tecknad film i anime-stil baserad på serien, producerad 2006 [9].
- Valerian and the City of a Thousand Planets, spelfilm från 2017.

## Källhänvisningar
1. ↑  "Valérian". Dargaud. Läst 6 januari 2017.
2. ↑  "Pierre Christin". NE.se Läst 23 november 2014.
3. ↑  "Linda och Valentin". Cobolt förlag. Läst 6 januari 2017.
4. ↑  Laureline Prénom féminin
5. ↑  "Cinéma – Rencontres ou emprunts?" Site Mézières. Läst 6 januari 2017.
6. ↑  
Christin, Pierre; Mézières Jean-Claude, Tranlé Évelyne (2014). Linda och Valentin: Samlade äventyr 1. Cobolt. ISBN 9789187861000
7. ↑  
Christin, Pierre; Mézières Jean-Claude, Tranlé Évelyne (2016). Linda och Valentin: Samlade äventyr 5. Cobolt. ISBN 9789187861246
8. ↑  "Linda och Valentin". Seriewikin. Läst 6 januari 2017.
9. ↑  "Valérian et Laureline (anime)". Seriewikin. Läst 6 januari 2017.